# ذا شاينز روم
ذا شاينز روم (بالإنجليزية: The Chinese Room)‏ ، هي شركة بريطانية تقوم بصناعة وتطوير ألعاب الفيديو، أسست عام 2007م.

## وصلة خارجية
- الموقع الرسمي